# Onthophagus fritschi
Onthophagus fritschi är en skalbaggsart som beskrevs av D'orbigny 1902. Onthophagus fritschi ingår i släktet Onthophagus och familjen bladhorningar. Inga underarter finns listade i Catalogue of Life.